# أنابيل هاغينز
أنابيل هاغينز هي ممثلة فلبينية، ولدت في 1943.

## حياتها
ولدت أنابيل لأب أمريكي فلبيني وأم فلبينية. قامت عمتها وعمها بتربيتها فيما بعد مع إخوتها، حيث عاملتها خالتها على أنها طفلتها. في عام 1958، تركت المدرسة الثانوية للعمل في صالة بلياردو حيث قابلت هناك روبن أبلازة.

## المهنة
ظهرت لأول مرة في فيلم «أدونيس أبريل» Adonis Abril (1963) مع نيستور دي فيلا، «الباب الخلفي لجهنّم» (Back Door to Hell) مع جاك نيكلسون (وهوأوَّل ظهور لها في هوليوود)، وأيضًا Siyam na Buhay ni Martin Pusa (1964) مع جوزيف إسترادا.

## اختطافها
في 23 أكتوبر/تشرين الأول 1962، أفادت هوجينز التي كانت تبلغ من العمر حينها 19 عامًا أنها نُقلت ضد إرادتها إلى هاجونوي، بولاكان وتم تدنيس شرفها من قبل روبن أبلازا، سائق سيارة أجرة سمين، الذي خطط لعملية الاختطاف مع اثنين آخرين، لاورو أوكامبو وجوز الملقّب «توتوي بوليس». تكررت الحادثة في 22 مارس/آذار 1963، وفي هذه المرة، ورد أن هوجينز اختطفت من ماكاتي ونقلت أولاً إلى كالوكان ثم إلى بولاكان، وهي جريمة أشد خطورة.

## المحاكمة
عندما ألقيَ القبض على أبلازة ومحاكمته في المحكمة، ادعى أنّهُ كانت بينه وبين أنابيل علاقة غرامية، وأنها ذهبت معه بمحض إرادتها، وأن ما فعله «كان رائجًا في ذلك الوقت». كان الجزء الأكثر انتظارًا في هذه المحاكمة هو عندما أدلت الشاهدة الرئيسية، هوجينز، بشهادتها أمام Fiscal Pascual Kliatchko وحشد فضولي في قاعة المحكمة.
في عام 1969، ادعى أبلازة أنه وأنابيل كانا زوجان. أدين أبلازة والرجلين الآخرين الذين شاركا في عملية الاختطاف بتهمة الاختطاف والاغتصاب، وحُكم عليهم بالإعدام. وقد نُفّذ الحكم بالرّجلين، أمّا أبلازة فقد ألغى الرئيس الفلبيني حينها فرديناند ماركوس حكم الإعدام مرتين، ثمّ خفف الحكم بالسجن مدى الحياة. قضى أبلازة معظم حياته في سجن نيو بيليبيد، حتى إطلاق سراحه في أواخر التسعينيات.

## الحادثة في السينما
صنع فيلمان من وحي هذه الحادثة. في عام 1963 صور فيلم Ang Mananaggol ni Ruben تمثيل ماريو مونتينيغرو في دور أبلازة ولوليتا رودريغيز في دور هوجينز. في عام 1995 قام المخرج كارلو جيه كاباراس بإخراج فيلم "قصة أنابيل هوجينز - مأساة روبن أبلازة بطولة سيزار مونتانو في دور أبلازة، وفون زولوتا في دور هوجينز. يظهر روبن أبلازة الحقيقي في نهاية هذا الفيلم وهو لا يزال يقضي عقوبة بالسجن مدى الحياة.

## وصلات خارجية
- أنابيل هاغينز على موقع IMDb (الإنجليزية)